# Рамерберг
Рамерберг (нім. Ramerberg) — громада в Німеччині, розташована в землі Баварія. Підпорядковується адміністративному округу Верхня Баварія. Входить до складу району Розенгайм. Складова частина об'єднання громад Ротт-ам-Інн.
Площа — 8,10 км2. Населення становить 1401 ос. (станом на 31 грудня 2020).